# Division I i bandy för damer 1974/1975
Division I i bandy för damer 1974/1975 var Sveriges högsta division i bandy för damer säsongen 1974/1975. Säsongen avslutades med att södergruppsvinnaren Katrineholms SK blev svenska mästarinnor, efter seger i finalmatchen med 8-3 mot södergruppstvåan Tranås BoIS på Backavallen i Katrineholm den 9 mars 1975.

## Upplägg
Lagen var indelade i två geografiskt sammansatta grupper.

## Seriespelet

### Division I norra
| Nr | Lag             | Spelade | Vinster | Oavgjorda | Förluster | Målskillnad | Poäng |
| -- | --------------- | ------- | ------- | --------- | --------- | ----------- | ----- |
| 1  | IK Göta         | 6       | 6       | 0         | 0         | 68-18       | 12    |
| 2  | Bälinge IF      | 6       | 4       | 0         | 2         | 42-16       | 8     |
| 3  | Falu BS         | 4       | 2       | 0         | 4         | 10-36       | 4     |
| 4  | Söderhöjdens BK | 4       | 0       | 0         | 6         | 2-62        | 0     |

### Division I södra
| Nr | Lag             | Spelade | Vinster | Oavgjorda | Förluster | Målskillnad | Poäng |
| -- | --------------- | ------- | ------- | --------- | --------- | ----------- | ----- |
| 1  | Katrineholms SK | 6       | 5       | 0         | 1         | 50-6        | 10    |
| 2  | Tranås BoIS     | 6       | 4       | 0         | 2         | 30-16       | 8     |
| 3  | Hammarby IF     | 6       | 3       | 0         | 3         | 22-26       | 6     |
| 4  | Lotorps IF      | 6       | 0       | 0         | 6         | 5-59        | 0     |

## Slutspel om svenska mästerskapet

### Semifinaler
- Tranås BoIS- IK Göta 10-6
- Katrineholms SK-Ljusdals BK 10-0

### Final
- 9 mars 1975: Katrineholms SK-Tranås BoIS 8-3 (Backavallen, Katrineholm)